# Aminfluoride
Als Aminfluoride werden die Hydrofluoride von Aminen bezeichnet. Die Stoffgruppenbezeichnung „Aminfluorid“ ist gebräuchlich, chemisch aber nicht korrekt.
Aminfluoride, die in der Zahnpflege und -medizin eingesetzt werden, sind kationische Tenside. Sie verfügen über eine lange, hydrophobe Alkylgruppe und ein polares, hydrophiles protoniertes Amin mit einem Fluorid als Anion.

## Anwendung
Aminfluoride werden hauptsächlich als Wirkstoff zur Plaque-Prophylaxe in Zahnpasta oder Mundwasser eingesetzt. Die Wirkung beruht auf ihrem tensidartigen Aufbau und ihrem Fluorgehalt. Sie reichern sich nur geringfügig an Zahnoberflächen an, was aber ausreicht, um Karies zu reduzieren. Die genaue Wirkungsweise ist Gegenstand aktueller Forschung.
Aminfluoride hemmen das bakterielle Wachstum. Für die Inhibierung ist das Amin verantwortlich. Da sie im Vergleich zu anorganischen Fluoriden die Zellmembran sehr leicht durchdringen, erreichen sie auch dort deutlich schneller wirksame Konzentrationen.

### Beispiele
- Ethanolamin-Hydrofluorid
- Olaflur, ein Dihydrofluorid
- Dectaflur, ein Monohydrofluorid

## Geschichte

Strukturformel von Ethanolamin·HF (Ethanolamin·Hydrofluorid).

Die erste Zahncreme mit Aminfluorid wurde in Deutschland 1951/52 entwickelt und patentiert und kam unter dem Handelsnamen „Biox Fluor“ auf den Markt (Knoll AG, Ludwigshafen).  Sie enthielt als aktiven Wirkstoff Ethanolamin-Hydrofluorid. Die Herstellung des Wirkstoffes basiert auf einem Patent der Knoll AG, Erfinder war  Kurt Kraft.  Oskar Eichler, Toxikologe an der Universität Heidelberg, war zusammen mit Kraft Mitinhaber des entsprechenden Zahnpasta-Patents (1951). Erst einige Jahre später brachte GABA ähnliche Produkte auf den Markt.